# تلنگ سراتک
تلنگ سراتک، روستایی در دهستان تلنگ بخش کریان شهرستان میناب در استان هرمزگان ایران است. این روستا، مرکز دهستان تلنگ است.

## جمعیت
بر پایه سرشماری عمومی نفوس و مسکن در سال ۱۳۹۵، جمعیت این روستا برابر با ۷۳۲ نفر (۱۹۱ خانوار) بوده‌است.